# Bad Boy Records
Bad Boy Records (або Bad Boy Entertainment) - американський звукозаписний лейбл, заснований Шоном «Puffy» Комбсом у 1993 році. Він функціонує як імпринт Epic Records, що належить Sony Music. Одним з найпопулярніших артистів лейбла був The Notorious B.I.G. Лейбл був домом для багатьох артистів, включаючи Craig Mack, Фейт Еванс, Lil' Kim, French Montana, Mase, Machine Gun Kelly, 112, Total, The Lox, Shyne, Elephant Man і багатьох інших. На піку свого розвитку Bad Boy коштував 100 мільйонів доларів.

## Історія лейблу

### Початок
Після свого переходу від неоплачуваного стажування до становлення керівником A&amp;R -відділу в Uptown Records, Шон «Паффі» Комбс був звільнений своїм босом Андре Харреллом у середині 1993 року і заснував свій власний лейбл, Bad Boy Records, наприкінці 1993 року. Першим релізом лейблу був сингл «Flava in Ya Ear» репера Craig Mack, за яким невдовзі пішов дебютний альбом Мака, Project: Funk da World, у 1994 році. Слідом за цими релізами вийшли «Juicy» і Ready to Die, головний сингл і дебютний альбом The Notorious B.I.G. (також відомого як Biggie Smalls), вийшли того ж року. У той час як альбом Мака став золотим, Ready to Die отримав мультиплатиновий статус. Домінуючи в чартах 1995 року, Біггі став одним із найбільших імен у жанрі та головною зіркою Bad Boy. Також у 1995 році лейбл продовжив свій успіх платиновими релізами Total та Фейт Еванс. Bad Boy, тим часом, зібрав групу власних продюсерів , включаючи Easy Mo Bee, Chucky Thompson і D Dot - всі вони відіграли важливу роль у створенні багатьох найвідоміших релізів Bad Boy в цей період.

### Ворожнеча з Death Row Records
Швидкий успіх The Notorious B.I.G. і Bad Boy як компанії викликав деяку напруженість, особливо з лейблом Death Row, що базується в Лос-Анджелесі, Каліфорнія. Протягом трьох років, що передували 1995, хіп-хоп Західного узбережжя, в якому домінували такі лейбли, як Death Row, був ведучим у мейнстрім репі. Шуг Найт, генеральний директор Death Row, поклав на Шона Комбса відповідальність за стрілянину, що спричинила смерть його друга Джейка Роблса, ймовірно від рук охоронця Шона Комбса. Напруженість посилилася, коли лейбл Death Row підписав Тупака, який стверджував, що Bad Boy, зокрема The Notorious B.I.G. і Puff Daddy, причетні до стрілянини в Тупака в листопаді 1994 року в холі студії Quad Studios на Таймс-сквер.
Після виходу в червні 1996 року пісні Тупака «Hit 'Em Up», що очорнює Bad Boy, напруженість зросла. 2Pac був застрелений у Лас-Вегасі, 7 вересня 1996 року і помер 13 вересня. Bad Boy виступили із заявою зі співчуттями. 9 березня 1997 року, коли Bad Boy готував до випуску подвійний альбом The Notorious B.I.G. Life After Death, його було вбито в Лос-Анджелесі. Їхні смерті змусили багатьох задуматися про те, чи не вплинула їхня смерть на ворожнечу узбереж. Поліцейські розслідування зазнавали критики з боку публічних та судових джерел. Обидва випадки залишаються офіційно не розкритими.

### Життя після The Notorious B.I.G. та відродження лейблу
Посмертно вийшов альбом Біггі, Life After Death, досяг 1 місця в чартах Billboard 200 і Top R&B/Hip Hop Albums в американському журналі Billboard. Перші два сингли, «Hypnotize» і «Mo Money Mo Problems», також очолили чарти синглів. Альбом зрештою був проданий накладом понад 10 мільйонів примірників у США, і є одним із найпродаваніших реп-альбомів у США.
1996 року Puff Daddy почав записувати свій власний сольний дебютний альбом. Перший сингл «Can't Nobody Hold Me Down» досяг 1 місця в реп, R&B та поп-чартах тієї весни. У відповідь на смерть Біггі лейбл спішно випустив триб'ют-пісню Puff Daddy, «I'll Be Missing You», в якій взяла участь вдова Біггі, Фейт Еванс, і R&B-група Bad Boy 112. Сингл очолював чарти протягом одинадцяти тижнів і став другим синглом з альбому Комбса, No Way Out, який вийшов влітку і був проданий у кількості 7 мільйонів копій у США. Mase, новий протеже Комбса, тим часом відразу ж заповнив порожнечу, яку залишив The Notorious B.I.G. Його дебютний альбом Harlem World, також вийшов того ж року, стане чотири рази платиновим. Через послідовні успіхи Life After Death, No Way Out і Harlem World до кінця 1997 року Bad Boy як лейбл і бренд досяг комерційного піку. За цей час лейбл почав просувати свій останній підписаний гурт The Lox, який був широко представлений у різних релізах Bad Boy того року. Очікуваний дебютний альбом 1998 року, Money, Power & Respect, був сертифікований RIAA як платиновий. Незабаром після цього група залишила лейбл і вступила видавничу суперечку з Комбсом про те, що останній отримує 50% їх релізів, яка триватиме до 2005 року.
В 1998 Комбс вирішив розширити список артистів Bad Boy на жанри, відмінні від хіп-хопу і R&B, і згодом підписав Fuzzbubble на лейбл як свій перший рок-акт. Група з'явилася в рок-реміксі пісні Puff Daddy «It's All About the Benjamins», але розлучилася з лейблом перед випуском повноформатного альбому.
У наступні роки у Bad Boy стався комерційний спад. 1999 року Mase став релігійним і раптово пішов з бізнесу, залишивши серйозну вм'ятину в компанії, тим більше, що його другий альбом щойно вийшов. Bad Boy знайшов деякий успіх з Shyne, молодим репером з Брукліна, який отримав загалом змішані рецензії за його глибокий голос і повільну подачу — які багато хто вважав надто нагадуючими, і, можливо, плагіатом The Notorious B.I.G., а пізніші альбоми Паффа не здобули такого ж визнання, як його дебют. У спробі просунути себе на ринку, він зазнав кількох змін імені; від «Puff Daddy» до «Puffy», потім до «P. Diddy», далі до просто «Diddy», потім «Diddy-Dirty Money». Але потім він знову повернувся до «Diddy».
З настанням 2000-х років Bad Boy помітно ледве тримався на плаву. Багато з його помітніших артистів зрештою покинуть лейбл, а ті, хто залишився, побачили, що продаж їх альбомів з часом зменшився. Попри постійний випуск нового матеріалу та різні спроби підняти артистів до статусу The Notorious B.I.G., мало хто виявився таким успішним, як сподівалася компанія.
Південний хіп-хоп дует 8Ball & MJG випустив альбом під назвою Living Legends із деяким успіхом у 2004 році, що викликало створення Bad Boy South, яке зрештою стане домом для такого артиста, як Yung Joc. 2002 року Комбс взяв участь у передачі Making The Band 2 телеканалу MTV, який допоміг у розкручуванні групи лейблу Bad Boy, Da Band. Їхня поява на MTV призвела до того, що їх дебютний альбом став «золотим» із продажу. У цей час лейбл також підписав репера на ім'я Aasim, чий дебютний альбом у Bad Boy досі не вийшов.

### Сплеск
У 2005 році Bad Boy покращив свій стан, завдяки успіху релізів нових передплатників: Cassie і Yung Joc (які увійдуть до п'ятірки кращих синглів/дебютних альбомів). Крім того, в 2006 році Bad Boy нападе на золоту жилу зі створеним на передачі Making The Band жіночим тріо Danity Kane, чий дебютний альбом посів перше місце в чартах (перший альбом лейбла, який очолює чарти з часів саундтреку до фільму Погані хлопці 2 роками раніше), і породив сингл, який увійшов до п'ятірки найкращих синглів. Їхній другий альбом Welcome to the Dollhouse також дебютував на першому місці і містив другий сингл гурту, який увійшов до десятки найкращих синглів, Damaged. Дідді також підписав на лейбл Day26 та Donnie Klang.
Однак до 2009 Комбс розпустив Danity Kane, розірвавши контракти з учасниками. Дон Річард залишився підписаним, працюючи сольним артистом та автором пісень для Bad Boy. У березні 2009 року повідомлялося, що Річард і Комбс збирали новий жіночий гурт, але пізніше сформували гурт Diddy — Dirty Money, що складається з Комбса, Річарда та автора пісень на ім'я Kalenna Harper. У квітні 2009 року Bad Boy також підписав Red Cafe.
У вересні 2009 року було оголошено, що Комбс залишить Warner, підписавши нову угоду з Interscope Records, що належить Universal. Відповідно до умов нової угоди, Комбс перезапустив ім'я та торгову марку Bad Boy, щоб працювати через Interscope. Попередній каталог та список артистів Bad Boy, однак, залишається під контролем Warner.
У 2010 році Дідді запропонував Mase річний реліз від Bad Boy, щоб врегулювати їхні розбіжності після інциденту 2009 року з Mase, який хотів бути звільненим з Bad Boy. З цим Mase вирішив піти з репу назавжди, хоча він повинен був бути переведений лейблом після того, як його річну перерву було зроблено. 2011 року в рамках свого нового контракту з Interscope-Geffen-A&M Дідді заявив, що шукає новий талант, який можна додати до свого нового списку артистів Bad Boy. Jay Electronica, який мав тісні зв'язки з Diddy, спочатку планував підписати контракт із лейблом Bad Boy, але натомість він підписав контракт з імпринтом Jay-Z, Roc Nation. Machine Gun Kelly оголосив, що підписав контракт із Bad Boy / Interscope 3 серпня 2011 року. French Montana і Los також були оголошені як підписанти на лейбл у 2012 році.
25 квітня 2012 року Mase разом із Diddy взяли участь на реміксі на пісню «Slight Work» репера Wale, ознаменувавши першу появу репера з Гарлема на записі з 2010 року. За чутками, Mase, а також співак Omarion, обидва підписали контракт із лейблом Ріка Росса, Maybach Music Group. Згодом з'ясувалося, що артист Bad Boy, French Montana, був причиною того, що Mase знову повернувся. За словами Монтани, Мейз виступає як A&R-представник на майбутньому дебютному синглу Монтани «Excuse My French», а також з'явиться на реміксі на пісню Монтани «Everything's a Go». «Я не впевнений, які рішення він ухвалить, — каже Монтана, — [але] мені дуже хотілося б побачити його в моєму таборі». Тепер[коли?] Мейз подав у відставку на Bad Boy Records, але ще не оголосив, чи подав він у відставку в рамках угоди про спільне підприємство між Bad Boy та MMG. Пізніше він заявив, що звільнився від Bad Boy. У квітні 2013 Cassie випустила свій перший повноформатний проєкт через сім років після свого дебютного альбому, мікстейп під назвою RockaByeBaby. Репер Los оголосив про свій вихід з Bad Boy Records 19 березня 2014 року.
5 жовтня 2015 року Комбс оголосив, що Epic Records буде дистриб'ютором Bad Boy. Це буде вдруге, коли президент Epic Records L.A. Reid керуватиме дистрибуцією Bad Boy, який раніше курирував дистрибуцію лейбла 15 років тому після призначення президентом Arista Records у 2000 році. Попри те, що лейбл був заснований у 1993 році, Bad Boy почав святкувати свої 20-ті роковини у 2015 році з 20-хвилинним мега-попурі виступом на BET Awards. Це продовжилося у 2016 році, починаючи з травневих аншлагових концертів лейблу у Barclays Center у Брукліні та починаючи з туру возз'єднання родини Bad Boy, який розпочався в Північній Америці в останній тиждень серпня 2016 року.

## Артисти

### Теперішні артисти
| Артист            | Рік підписання   | Кількість альбомів, що вийшли на Bad Boy |
| ----------------- | ---------------- | ---------------------------------------- |
| Puff Daddy        | Засновник (1993) | 5                                        |
| Cassie            | 2006             | 1                                        |
| Janelle Monáe     | 2007             | 3                                        |
| Machine Gun Kelly | 2011             | 6                                        |
| Bow Wow           | 2015             | Тільки операція з менеджменту            |
| Quincy            | 2016             |                                          |

### Колишні артисти
- The Notorious B.I.G. (помер у 1997) (1993 - 1997)
- French Montana (2012 – 2022)[21]
- Craig Mack (помер у 2018) (1993 – 1995)
- Faith Evans (1994 - 2004)
- Total (1994 - 2000)
- 112 (1995 - 2005)
- Mase (1996 - 2000; 2003 - 2006)
- Mario Winans (2001 - 2008)
- The Lox (1996 - 1999)
- Black Rob (помер у 2021) (1996 - 2010)
- Jordan McCoy
- Carl Thomas (1997 - 2005)
- Shyne (1998 - 2001)
- Dream
- G. Dep (ув'язнений) (1999 - 2005)
- Loon (2001 - 2006)
- Da Band (2002 - 2004)
- Fuzzbubble
- 8Ball & MJG (2002 - 2008)
- Boyz n da Hood (2004-2008)
- Cheri Dennis (2000 - 2009)
- Kalenna Harper
- New Edition (2003 - 2006)
- Red Café
- B5 (2004 - 2008)
- Yung Joc (2004 - 2009)
- Dirty Money
- Gorilla Zoe
- Danity Kane
- King Los
- Day26
- Elephant Man (2006 - 2009)
- Donnie Klang
- Foxy Brown
- Cassie
- Pitbull (2006 - 2007)

## Дискографія

### Студійні альбоми
| Рік  | Информація |
| ---- | --- |
| 1994 | The Notorious B.I.G. — Ready to Die - Вийшов: 13 вересня 1994 - Сингли: «Juicy», «Big Poppa», «Warning» - Сертифікація RIAA: 6x Платиновий                                                                                                |
| 1994 | Craig Mack — Project: Funk da World - Вийшов: 20 вересня 1994 - Сингли: «Flava in Ya Ear», «Get Down» - Сертифікація RIAA: Золотий |
| 1995 | Faith Evans — Faith - Вийшов: 29 серпня 1995 - Сингли: «You Used to Love Me», «Soon As I Get Home», «Ain’t Nobody», «Come Over» - Сертифікація RIAA: Платиновий                                                                           |
| 1996 | Total — Total - Вийшов: 30 січня 1996 - Сингли: «No One Else», «Kissin' You», «When Boy Meets Girl» - Сертифікація RIAA: Платиновий |
| 1996 | 112 — 112 - Вийшов: 27 серпня 1996 - Сингли: «Come See Me», «Only You», «Cupid» - Сертифікація RIAA: 2x Платиновий |
| 1997 | The Notorious B.I.G. — Life After Death - Вийшов: 25 березня 1997 - Сингли: «Hypnotize», «Mo Money Mo Problems», «Sky’s the Limit» - Сертифікація RIAA: Діамантовий (11x Платиновий)                                                      |
| 1997 | Puff Daddy & the Family — No Way Out - Вийшов: 1 липня 1997 - Сингли: «Can’t Nobody Hold Me Down», «I’ll Be Missing You», «It’s All About the Benjamins (Remix)», «Been Around the World», «Victory» - Сертифікація RIAA: 7x Платиновий   |
| 1997 | Mase — Harlem World - Вийшов: 28 жовтня 1997 - Сингли: «Feel So Good», «What You Want», «24 Hrs. to Live», «Lookin' At Me» - Сертифікація RIAA: 4x Платиновий                                                                             |
| 1998 | The Lox — Money, Power & Respect - Вийшов: 28 січня 1998 - Синглы: «If You Think I’m Jiggy», «Money, Power & Respect» - Сертификация RIAA: Платиновий                                                                                     |
| 1998 | Faith Evans — Keep the Faith - Вийшов: 27 жовтня 1998 - Сингли: «Love Like This», «All Night Long», «Never Gonna Let You Go», «Lately I» - Сертифікація RIAA: Платиновий                                                                  |
| 1998 | Total — Kima, Keisha, and Pam - Вийшов: 3 листопада 1998 - Сингли: «Trippin'», «Sitting Home», «I Tried» - Сертифікація RIAA: Золотий |
| 1998 | 112 — Room 112 - Вийшов: 10 листопада 1998 - Сингли: «Love Me», «Anywhere», «Love You Like I Did», «Your Letter» - Сертифікація RIAA: 2x Платиновий                                                                                       |
| 1999 | Mase — Double Up - Вийшов: 15 червня 1999 - Сингли: «Get Ready», «All I Ever Wanted» - Сертифікація RIAA: Золотий |
| 1999 | Puff Daddy — Forever - Вийшов: 24 серпня 1999 - Сингли: «P.E. 2000», «Satisfy You», «Best Friend» - Сертифікація RIAA: Платиновий |
| 1999 | The Notorious B.I.G. — Born Again - Вийшов: 7 грудня 1999 - Сингли: «Notorious B.I.G.», «Dead Wrong» - Сертифікація RIAA: 2x Платиновий                                                                                                   |
| 2000 | Black Rob — Life Story - Вийшов: 7 березня 2000 - Сингли: «Whoa!», «Espacio» - Сертифікація RIAA: Платиновий |
| 2000 | Carl Thomas — Emotional - Вийшов: 18 квітня 2000 - Сингли: «Emotional», «I Wish», «Summer Rain» - Сертифікація RIAA: Платиновий |
| 2000 | Shyne — Shyne - Вийшов: 26 вересня 2000 - Сингли: «Bad Boyz», «That’s Gangsta», «Bonnie & Shyne» - Сертифікація RIAA: Платиновий |
| 2001 | Dream — It Was All a Dream - Вийшов: 23 січня 2001 - Сингли: «He Loves U Not», «This is Me», «This is Me (Remix)» - Сертифікація RIAA: Платиновий                                                                                         |
| 2001 | 112 — Part III - Вийшов: 20 березня 2001 - Сингли: «Peaches & Cream», «Dance With Me», «It’s Over Now» - Сертифікація RIAA: Платиновий |
| 2001 | P. Diddy & the Bad Boy Family — The Saga Continues... - Вийшов: 10 липня 2001 - Сингли: «Let’s Get It», «Bad Boy For Life», «Diddy» - Сертифікація RIAA: 2x Платиновий - Сертифікація CRIA: Золотий                                       |
| 2001 | Faith Evans — Faithfully - Вийшов: 6 листопада 2001 - Сингли: «Can’t Believe», «You Gets No Love», «I Love You», «Burnin' Up», «Alone in This World» - Сертифікація RIAA: Платиновий                                                      |
| 2001 | G. Dep — Child of the Ghetto - Вийшов: 20 листопада 2001 - Сингли: «Special Delivery» - Сертифікація RIAA: Несертифікований |
| 2003 | Bad Boys II: The Soundtrack - Вийшов: 15 липня 2003 - Сингли: «La-La-La (Excuse Me Miss Again)», «Shake Ya Tailfeather», «Show Me Your Soul» - Сертифікація RIAA: 2x Платиновий                                                           |
| 2003 | Da Band — Too Hot for TV - Вийшов: 30 вересня 2003 - Сингли: «Bad Boy This, Bad Boy That», «Tonight» - Сертифікація RIAA: Золотий |
| 2003 | Loon — Loon - Вийшов: 21 жовтня 2003 - Сингли: «How You Want That», «Down For Me» - Сертифікація RIAA: Несертифікований |
| 2003 | 112 — Hot & Wet - Вийшов: 18 листопада 2003 - Сингли: «Na Na Na Na», «Hot & Wet», «Right Here for U» - Сертифікація RIAA: Несертифікований                                                                                                |
| 2004 | Carl Thomas — Let’s Talk About It - Вийшов: 23 березня 2004 - Сингли: «She Is», «Make It Alright», «My First Love» - Сертифікація RIAA: Золотий                                                                                           |
| 2004 | Mario Winans — Hurt No More - Вийшов: 20 квітня 2004 - Сингли: «I Don’t Wanna Know», «Never Really Was» - Сертифікація RIAA: Золотий |
| 2004 | 8Ball & MJG — Living Legends - Вийшов: 11 травня 2004 - Сингли: «You Don’t Want Drama», «Straight Cadillac Pimpin», «Forever» - Сертифікація RIAA: Золотий                                                                                |
| 2004 | Mase — Welcome Back - Вийшов: 24 серпня 2004 - Сингли: «Welcome Back», «Breathe, Stretch, Shake» - Сертифікація RIAA: Золотий |
| 2004 | New Edition — One Love - Вийшов: 9 листопада 2004 - Сингли: «Hot 2Nite» - Сертифікація RIAA: Золотий |
| 2005 | Boyz n da Hood — Boyz n da Hood - Вийшов: 21 червня 2005 - Сингли: «Dem Boyz», «Felonies» - Сертифікація RIAA: Несертифікований |
| 2005 | B5 — B5 - Вийшов: 19 липня 2005 - Сингли: «All I Do», «U Got Me» - Сертифікація RIAA: Несертифікований |
| 2005 | Black Rob — The Black Rob Report - Вийшов: 19 липня 2005 - Сингли: «Ready» - Сертифікація RIAA: Несертифікований |
| 2005 | The Notorious B.I.G. — Duets: The Final Chapter - Вийшов: 20 грудня 2005 - Сингли: «Nasty Girl», «Hold Ya Head» «Spit Your Game» - Сертифікація RIAA: Платиновий                                                                          |
| 2006 | Yung Joc — New Joc City - Вийшов: 6 червня 2006 - Сингли: «It’s Goin' Down», «I Know You See It», «1st Time» - Сертифікація RIAA: Платиновий                                                                                              |
| 2006 | Cassie — Cassie - Вийшов: 8 серпня 2006 - Сингли: «Me & U», «Long Way 2 Go» - Сертифікація RIAA: Платиновий |
| 2006 | Danity Kane — Danity Kane - Вийшов: 22 серпня 2006 - Сингли: «Show Stopper», «Ride for You» - Сертифікація RIAA: 2x Платиновий |
| 2006 | Christian Daniel — Christian Daniel - Вийшов: 26 вересня 2006 - Сингли: «Donde Quedaran» - Сертифікація RIAA: Несертифікований |
| 2006 | Diddy — Press Play - Вийшов: 17 жовтня 2006 - Сингли: «Come to Me», «Tell Me», «Last Night», «Through the Pain (She Told Me)», «Diddy Rock» - Сертифікація RIAA: Золотой (989,000)                                                        |
| 2007 | The Notorious B.I.G. — Greatest Hits - Вийшов: 6 березня 2007 - Сингли: «Running Your Mouth» - Сертифікація RIAA: Платиновий |
| 2007 | 8Ball & MJG — Ridin High - Вийшов: 13 березня 2007 - Сингли: «Relax and Take Notes», «Cruzin», «Clap On» - Сертифікація RIAA: Несертифікований                                                                                            |
| 2007 | Yung Joc — Hustlenomics - Вийшов: 28 серпня 2007 - Сингли: «Coffee Shop», «Bottle Poppin'», «I’m a G», «Getting to the Money», «Brand New» - Сертифікація RIAA: Несертифікований                                                          |
| 2007 | B5 — Don’t Talk, Just Listen - Вийшов: 11 вересня 2007 - Сингли: «Hydrolics», «In My Bedroom» - Сертифікація RIAA: Несертифікований |
| 2007 | Gorilla Zoe — Welcome to the Zoo - Вийшов: 25 вересня 2007 - Сингли: «Hood Figga», «Juice Box» - Сертифікація RIAA: Несертифікований |
| 2007 | Boyz n da Hood — Back Up n da Chevy - Вийшов: 2 октября 2007 года - Сингли: «Everybody Know Me», «Table Dance», «Paper» - Сертифікація RIAA: Несертифікований                                                                             |
| 2008 | Cheri Dennis — In and Out of Love - Вийшов: 26 лютого 2008 - Сингли: «I Love You», «Portrait of Love», «Pretend» - Сертифікація RIAA: Несертифікований                                                                                    |
| 2008 | Danity Kane — Welcome to the Dollhouse - Вийшов: 18 березня 2008 - Сингли: «Damaged», «Bad Girl» - Сертифікація RIAA: Платиновий |
| 2008 | Day26 — Day26 - Вийшов: 25 березня 2008 - Сингли: «Got Me Going», «Since You’ve Been Gone» - Сертифікація RIAA: Несертифікований |
| 2008 | Elephant Man — Let’s Get Physical - Вийшов: 8 квітня 2008 - Сингли: «Five-O», «Jump» - Сертифікація RIAA: Несертифікований |
| 2008 | Donnie Klang — Just a Rolling Stone - Вийшов: 2 вересня 2008 - Сингли: «Take You There» - Сертифікація RIAA: Несертифікований |
| 2009 | Notorious (саундтрек) - Вийшов: 13 січня 2009 - Сингли: «Brooklyn Go Hard», «Letter to B.I.G.» - Сертифікація RIAA: Несертифікований |
| 2009 | Gorilla Zoe — Don’t Feed da Animals - Вийшов: 17 березня 2009 - Сингли: «Lost», «What It Is», «Echo», «I Got It» - Сертифікація RIAA: Несертифікований                                                                                    |
| 2009 | Day26 — Forever in a Day - Вийшов: 14 квітня 2009 - Сингли: «Imma Put It on Her», «Stadium Music» - Сертифікація RIAA: Несертифікований                                                                                                   |
| 2010 | Janelle Monáe — The ArchAndroid (Suites II and III) - Вийшов: 18 травня 2010 - Сингли: «Come Alive (The War of the Roses)», «Tightrope», «Cold War» - Сертифікація RIAA: Несертифікований                                                 |
| 2010 | Diddy - Dirty Money — Last Train to Paris - Вийшов: 14 грудня 2010 - Сингли: «Angels», «Love Come Down», «Hello Good Morning», «Loving You No More», «Coming Home», «Your Love», «Ass on the Floor» - Сертифікація RIAA: Несертифікований |
| 2011 | Gorilla Zoe — King Kong - Вийшов: 14 червня 2011 - Сингли: «Twisted» |
| 2012 | Machine Gun Kelly — Lace Up - Выпущен: 9 жовтня 2012 - Сингли: «Wild Boy», «Invincible», «Hold On (Shut Up)» - Сертифікація RIAA: Золотий                                                                                                 |
| 2013 | French Montana — Excuse My French - Вийшов: 21 травня 2013 - Сингли: «Pop That», «Freaks», «Ain’t Worried About Nothin'» - Сертифікація RIAA: Несертифікований                                                                            |
| 2013 | Janelle Monáe — The Electric Lady - Вийшов: 10 вересня 2013 - Сингли: «Q.U.E.E.N.», «Dance Apocalyptic», «PrimeTime», «Electric Lady» - Сертифікація RIAA: Несертифікований                                                               |
| 2015 | Machine Gun Kelly — General Admission - Вийшов: 16 жовтня 2015 - Сингли: «Till I Die», «A Little More» - Сертифікація RIAA: Несертифікований                                                                                              |
| 2015 | Puff Daddy — MMM - Вийшов: 18 грудня 2015 - Сингли: «Auction», «Workin», «Blow a Check'», «You Could Be My Lover'» - Сертифікація RIAA: Несертифікований                                                                                  |
| 2017 | Machine Gun Kelly — Bloom - Вийшов: 12 травня 2017 - Сингли: «Bad Things», «At My Best» - Сертифікація RIAA: Золотий |
| 2017 | French Montana — Jungle Rules - Вийшов: 14 липня 2017 - Сингли: «Unforgettable», «A Lie», «No Pressure» - Сертифікація RIAA: Золотий |
| 2018 | Janelle Monáe — Dirty Computer - Вийшов: 27 квітня 2018 - Сингли: «Make Me Feel», «Django Jane», «Pynk», «I Like That» - Сертифікація RIAA: Несертифікований                                                                              |
| 2019 | French Montana - Montana - Вийшов: 6 грудня 2019 - Сингли: «No Stylist», «Slide», «Wiggle It», «Suicide Doors», «Writing on the Wall», «Twistedм, «Out of Your Mind» - Сертифікація RIAA: Золотий                                         |
| 2020 | Machine Gun Kelly - Tickets to My Downfall - Вийшов: 25 вересня 2020 - Сингли: «Bloody Valentine», «Concert for Aliens», «My Ex's Best Friend» - Сертифікація RIAA: Платиновий                                                            |
| 2022 | Machine Gun Kelly - Mainstream Sellout - Вийшов: 25 березня 2022 - Сингли: «Papercuts», «Emo Girl», «Ay!» |
| 2023 | Janelle Monáe - The Age of Pleasure - Вийшов: 9 червня 2023 - Сингли: «Float», «Lipstick Lover» |

### Компіляції
| Рік  | Інформація |
| ---- | --- |
| 1998 | Bad Boy Greatest Hits: Volume 1 - Вийшов: 13 жовтня 1998 - Сингли: «Too Too Old For Me» by Jerome - Сертификация RIAA: Золотий                                                                                     |
| 2002 | P. Diddy & Bad Boy Records Present… We Invented the Remix - Вийшов: 14 травня 2002 - Сингли: «I Need a Girl (Part One)», «I Need a Girl (Part Two)», «Special Delivery (Remix)» - Сертификация RIAA: 2x Платиновий |
| 2004 | Bad Boy’s 10th Anniversary… The Hits - Вийшов: 9 березня 2004 - Сингли: «Victory 2004» - Сертификация RIAA: Золотий                                                                                                |
| 2004 | Bad Boy’s R&B Hits - Вийшов: 23 листопада 2004 |
| 2016 | Bad Boy 20th Anniversary Box Set Edition - Вийшов: 12 серпня 2016 |